# كيفن اولسن
كيفن اولسن (بالإنجليزية: Kevin Olsen)‏ هو لاعب كرة قاعدة أمريكي، ولد في 26 يوليو 1976 في كوفينا في الولايات المتحدة.

## وصلات خارجية
- كيفن اولسن على موقعبيزبول رفرنس.كوم (الدوري الرئيسي) (الإنجليزية)
- كيفن اولسن على موقعبيزبول رفرنس.كوم (الدوري الثانوي) (الإنجليزية)